# Schemeractief dier
Een schemeractief dier of crepusculair dier is een dier dat in de schemering actief is, maar niet 's nachts. In feite zijn zelfs veel dieren die als nachtdier bekendstaan juist niet actief als de nacht – en daarmee totale duisternis – is ingevallen. 
Ook tijdens nachten met een zeer heldere maan kunnen schemeractieve dieren nog actief zijn. Vermoedelijk verstoort ook de verlichting van menselijke steden het gedrag van schemeractieve soorten. 
Ook van enkele planten kan gezegd worden dat ze schemeractief zijn, sommige soorten worden niet bestoven door dagvlinders en insecten, maar door nachtvlinders of vleermuizen.

## Schemeractieve dieren
Enkele bekende schemeractieve dieren zijn konijnen, fretten, waterzwijnen, hamsters, ratten, huismuizen en sommige vogels als uilen en het porseleinhoen. 

## Vormen
Zowel 's ochtends als 's avonds is er een periode van schemering. Er zijn dieren die zowel in de ochtendschemering als in de avondschemering actief zijn, maar ook dieren die slechts in een van beide actief zijn. Bij sommige soorten ligt het nog complexer. Een voorbeeld is de velduil op de Galapagoseilanden, die op eilanden waar geen concurrentie voorkomt in de vorm van buizerds dagactief is. Op eilanden waar de dagactieve buizerds wél voorkomen, is de velduil echter schemeractief. Van enkele hagedissen, slangen en schildpadden is bekend dat ze gedurende natte/droge of koelere/hetere seizoenen omschakelen van dagactief naar schemeractief of juist andersom. 